# Tamássy Géza
Tamássy Géza (Debrecen, 1887. december 22. – Debrecen, 1971. január 23.) tisztifőorvos, botanikus

## Életpályája
Tamássy Géza a századfordulón Debrecen szabad királyi város tisztifőorvosa volt, emellett amatőr botanikus, lelkes herbarista, a "Hajdú vármegye és Debrecen szabad királyi város növényzete" című mű szerzője.
Hajdu vármegye növényvilágáról komoly gyűjtőtevékenységet végzett. Tamássy Géza herbáriumának még fellelhető részei Budapesten, a Magyar Természettudományi Múzeum növénytárában találhatók, illetve a Debreceni Egyetem gyűjteményében maradt fenn összesen 56 lapja a feltételezhetően többezres gyűjteménynek, valamint a gyűjtemény egy részletére Szarvason találtak rá egy véletlen folyamán, mely nagyon nagy valószínűséggel dr. Palov Józsefhez (1920-1998), a Tessedik Sámuel Múzeum alapítójához köthető, aki 1952-től 1994-ig a múzeumigazgatói tisztet is betöltötte. A Szarvason fellelt anyag gyűjtési területe gyakorlatilag a Monarchia területéről, Erdélytől Ausztriáig, Horvátországból egészen az Adriai-tengerig terjedt.

## Munkái
- Hajdú vármegye és Debrecen szabad királyi város növényzete.